# Suffern
Suffern est un village dépendant de Ramapo dans le comté de Rockland, dans l'État de New York, aux États-Unis. Selon le recensement de 2010, le village est peuplé de 10 723 habitants

## Personnalités liées à Suffern
- Dave Annable, acteur
- Tony DeFrancesco, entraineur de baseball
- Gia Farrell, chanteuse
- Valerie Harper, actrice
- Grace VanderWaal, chanteuse